# فاطمة بنت الوليد بن المغيرة
فاطمة بنت الوليد بن المغيرة القرشية المخزوميّة، صحابية، وأخت خالد بن الوليد، وأمّها حَنْتَمَة بنت هاشم  الكنانيَّة، تزوجها ابن عمها الحارث بن هشام بن المغيرة المخزومي، فأنجبت له عبد الرحمن، وأم حكيم. وقال أبو عمر: «يقال: إنه تزوَّجها بعده عمر بن الخطّاب. وفي ذلك نظر.».
أسلمت يوم الفتح، وبايعت النبي . وعن عبد الله بن الزبير: «لمّا كان يوم الفتح أسلمت فاطمة بنت الوليد بن المغيرة وأتت رسول الله صَلَّى الله عليه وسلم فبايعته»، وقال ابن عساكر: «لها صحبة، وخرجت مع زوجها الحارث إلى الشام، واستشارها خالد أخوها في بعض أمره».
روت عن النبي  حديثا نبوي واحدًا رواه عنها ابن ابنها أبو بكر بن عبد الرحمن، وهو حديث الإزار : أنها كانت بالشام تلبسُ الجباب من ثياب الخز، ثم تأتزر، فقيل لها: ألا يغنيك هذا عن الإزار؟ فقالت: سمعت رسول الله  يأمر بالإزار.
وقال ابن الأثير الجزري: «قد أخرج أبو عمر هذا الحديث في ترجمة فاطمة بنت الوليد بن عتبة العبشمية، وأخرجه ابن منده وأبو نعيم في فاطمة القرشية، وهو لهذه القرشية المخزومية، ومما يقوي أن الحديث لهذه أن بعض الرواة قال: عن فاطمة بنت الوليد أم أبي بكر وأنها كانت بالشام، وهذه فاطمة المخزومية كانت بالشام مع زوجها الحارث بن هشام فلما مات عادت إلى المدينة. وقالوا: "عن فاطمة بنت الوليد أم أبي بكر". وهذه المخزومية هي جدة أبي بكر بن عبد الرحمن بن الحارث بن هشام، وكثيرًا ما يقولون للجد والجدة. أب وأم.».